# 엠파이어 볼파크
엠파이어 볼파크(Empire Ballpark)는 2004년 세워진 오스트레일리아 웨스턴오스트레일리아주 퍼스의 야구장이다. 3000명(1500석)을 수용하며 베이스볼 WA와 오스트레일리아 야구 리그의 퍼스 히트의 홈구장이다. 오스트레일리아 야구 리그가 시작된 후부터 구장 명명권을 가진 회사의 이름으로 사용되고 있어 구장 이름은 자주 바뀐다.